# 內姆紹瓦
內姆紹瓦是斯洛伐克的城鎮，位於該國西北部，由特倫欽州負責管轄，面積33.44平方公里，海拔高度228米，2004年人口6,136，其中九成居民信奉羅馬天主教。

## 外部連結
- Town website（页面存档备份，存于）